# Струнний квартет «Black Tie»
Струнний квартет «Black Tie», або Black Tie String Quartet (вимовляється як Блек Тай) — жіночий український струнний коллектив із Києва. Нині Black Tie є єдиним квартетом в Україні, який пише авторську музику. Має спільні проєкти з такими відомими гуртами та музикантами, як Євген Хмара, Джамала, Vivienne Mort, The Maneken, Dj Tapolsky, Tomato Jaws, LAMA, Aelyn, Станіслав Бадрак, Аліна Орлова, Didier Marouani, Odara, Вікторія Лукьянець, та інші.
Професійні традиційно-класичні інструменти гурту: 2 скрипки, альт та віолончель.
Наразі в наявності є три авторські сингли: Sun walk, The trick, The birth.
Не плутати з Black and White String Quartet та гуртом Black Tie.

## Історія
Квартет створений у 2009 році. Брав участь в телевізійних проєктах: «Танці з зірками», «Сніданок з 1+1», «Х-фактор», «Мамахохотала», «Жіночий квартал», «На ножах», «Битва екстрасенсів», «News one», «Неформат», «Україна має талант», серіалі «Заради любові я все зможу». В благодійних проєктах «Музика, що зцілює», «Життєлюб». В сольних концертах квартету по містах України «Класика під зірками», «Різдвяна класика» в Київському планетарії, «Улюблена музика до старих голлівудських фільмів», «Класика під київським небом», «Класична музика на даху», «Вечори різдвяної класики», на відкритті пам'ятника закоханим в Маріїнському парку, присвячений героям телепроєкту «Жди меня». Квартет співпрацював з такими оркестрами: «Київський академічний муніципальний духовий оркестр», «Національний духовий академічний оркестр України», «Київський національний академічний театр оперети». У 2021 році квартет Блек Тай був відзначений честі грати гімн України перед футбольним матчем Україна- Бахрейн в Харкові. Учасниці квартету гастролювали в складах кращих оркестрів світу практично у всіх країнах і на всіх континентах. Брали участь у записі саундтреків до українських та голлівудських фільмів.

## Учасниці гурту

###### Єлизавета Послєд— скрипка.
Засновниця квартету Блек Тай. Випускниця НМАУ ім. П. І. Чайковського та ДМУ ім. Глінки. Лауреат міжнародного конкурсу скрипалів. Артистка Заслуженого академічного симфонічного оркестру Українського радіо.

###### Олександра Решетілова— скрипка.
Випускниця Київського інституту музики ім. Р. М. Глієра, НМАУ ім. П. І. Чайковського (асистентура). Концертмейстер Київського театру оперети. Лауреат трьох міжнародних конкурсів.

###### Олександра Спасіченко— альт.
Аранжувальниця колективу. Випускниця Київського інституту музики ім. Р. М. Глієра. Артистка оркестру Національного будинку органної та камерної музики України.

###### Ірина Савченко— віолончель.
Випускниця Національної музичної академії та Кропевницького музичного училища. Артистка Академічного ансамблю Національної гвардії України.

## Нагороди
- У 2020 році колектив став лауреатом конкурсу «Golden Time Talent» (Великобританія) у номінації «Інструментальний ансамбль».[1]